# Potemnemus sepicanus
Potemnemus sepicanus es una especie de escarabajo longicornio del género Potemnemus, tribu Monochamini, subfamilia Lamiinae. Fue descrita científicamente por Kriesche en 1923.

## Descripción
Mide 39-53 milímetros de longitud.

## Distribución
Se distribuye por Indonesia y Papúa Nueva Guinea.